# Championnat de Tchécoslovaquie de football 1992-1993
Navigation
Édition précédente
La saison 1992-1993 du Championnat de Tchécoslovaquie de football est la 67e et dernière édition du championnat de première division en Tchécoslovaquie. Les seize meilleurs clubs du pays se retrouvent au sein d'une poule unique, la First League, où les formations s'affrontent deux fois, à domicile et à l'extérieur. À l'issue du championnat, à la suite du divorce de velours entre la République tchèque et la Slovaquie, le championnat tchécoslovaque disparaît pour laisser place aux championnats tchèque et slovaque.
C'est le club du Sparta Prague qui termine en tête du classement du championnat, avec cinq points d'avance sur le SK Slavia Prague et six sur le tenant du titre, le SK Slovan Bratislava. C'est le 23e et dernier titre de champion de Tchécoslovaquie de l'histoire du club, qui manque le doublé en s'inclinant lourdement (1-5) en finale de la Coupe de Tchécoslovaquie, face au 1.FC Košice.

## Les 16 clubs participants
| - Dukla Prague - FC Vitkovice - SK České Budějovice - DAC Dunajska Streda - FC Bohemians Prague - SK Slovan Bratislava - Tatran Presov - FK Inter Bratislava | - Boby Brno - Promu de II. Liga - FC Banik Ostrava - FC Nitra - Promu de II. Liga - FC Spartak Trnava - SK Sigma Olomouc - SK Slavia Prague - SKP Fomei Hradec Králové - AC Sparta Prague |

## Compétition

### Classement
Le barème utilisé pour établir le classement est le suivant :
- Victoire : 2 points
- Match nul : 1 point
- Défaite : 0 point

| Rang | Équipe                     | Pts | J  | G  | N  | P  | Bp | Bc | Diff |
| ---- | -------------------------- | --- | -- | -- | -- | -- | -- | -- | ---- |
| 1    | AC Sparta Prague           | 48  | 30 | 23 | 2  | 5  | 66 | 24 | +42  |
| 2    | SK Slavia Prague           | 43  | 30 | 18 | 7  | 5  | 70 | 28 | +42  |
| 3    | SK Slovan Bratislava (T)   | 42  | 30 | 19 | 4  | 7  | 61 | 31 | +30  |
| 4    | DAC Dunajská Streda        | 37  | 30 | 16 | 5  | 9  | 46 | 36 | +10  |
| 5    | SK Sigma Olomouc           | 35  | 30 | 14 | 7  | 9  | 44 | 38 | +6   |
| 6    | FC Baník Ostrava           | 31  | 30 | 10 | 11 | 9  | 47 | 38 | +9   |
| 7    | FK Inter Bratislava        | 31  | 30 | 14 | 3  | 13 | 46 | 42 | +4   |
| 8    | Boby Brno (P)              | 31  | 30 | 13 | 5  | 12 | 40 | 51 | -11  |
| 9    | SKP Fomei Hradec Králové   | 27  | 30 | 10 | 7  | 13 | 32 | 36 | -4   |
| 10   | FC Vítkovice               | 27  | 30 | 9  | 9  | 12 | 30 | 44 | -14  |
| 11   | Tatran Prešov              | 26  | 30 | 9  | 8  | 13 | 42 | 40 | +2   |
| 12   | FC Nitra (P)               | 25  | 30 | 6  | 13 | 11 | 27 | 38 | -11  |
| 13   | SK Dynamo České Budějovice | 23  | 30 | 9  | 5  | 16 | 36 | 39 | -3   |
| 14   | Dukla Prague               | 19  | 30 | 7  | 5  | 18 | 38 | 74 | -36  |
| 15   | FC Bohemians Prague        | 19  | 30 | 5  | 9  | 16 | 23 | 53 | -30  |
| 16   | FC Spartak Trnava          | 16  | 30 | 3  | 10 | 17 | 24 | 60 | -36  |

|  | Qualification pour la Ligue des champions 1993-1994                                               |
|  | Qualification pour la Coupe UEFA 1993-1994                                                        |
|  | Participation au championnat de Slovaquie 1993-1994                                               |
|  | (T) Tenant du titre (C) Vainqueur de la Coupe du Tchécoslovaquie (P) : Promu de deuxième division |

## Bilan de la saison
| Championnat de Tchécoslovaquie de football 1992-1993 |                                     |
| Champion                                             | AC Sparta Prague (23e titre)        |
| Coupes et trophées                                   |                                     |
| Vainqueur de la Coupe de Tchécoslovaquie 1992-1993   | 1.FC Košice (II. Liga)              |
| Qualifications continentales                         |                                     |
| Ligue des champions 1993-1994                        | AC Sparta Prague                    |
| Coupe des Coupes 1993-1994                           | 1.FC Košice (représentant slovaque) |
| Coupe des Coupes 1993-1994                           | FC Brno (représentant tchèque)      |
| Coupe UEFA 1993-1994                                 | SK Slavia Prague                    |
| Coupe UEFA 1993-1994                                 | SK Slovan Bratislava                |
| Coupe UEFA 1993-1994                                 | DAC Dunajská Streda                 |
| Promotions et relégations                            |                                     |
| Promus en I. Liga                                    | Aucun                               |
| Relégués en II. Liga                                 | Aucun                               |